# Фронт национального освобождения Уганды
«Фронт национального освобождения Уганды» (ФНОУ или UNLF, англ. Uganda National Liberation Front) — политическое объединение, созданное угандийскими эмигрантами, бежавшими от репрессий Иди Амина в Танзанию. Военным крылом «Фронта» стала «Армия национального освобождения Уганды» («АНОУ»). «АНОУ» сражалась в союзе с вооружёнными силами Танзании в ходе Угандийско-танзанийской войны 1978—1979 годов против режима Иди Амина. В апреле 1979 года «Фронт» захватил власть и правил страной до выборов в декабре 1980 года. «Армия национального освобождения Уганды» стала национальными вооруженными силами и была заменена другими организациями в 1986.

## Создание
«Фронт национального освобождения Уганды» был сформирован на совещании угандийских эмигрантов 27 — 29 марта 1979 года в танзанийском городе Моши. На этой встрече были представлены почти двадцать различных организаций. В деятельности фронта принимали участие такие люди, как Милтон Оботе, Тито Окелло, Базилио Олара-Окелло, Йовери Мусевени, Годфри Бинайса, Пауло Муванга.
«Фронтом» управлял исполнительный совет, в который входили 11 человек. Главой исполнительного совета стал Юсуф Луле. Исполнительный совет находился под контролем национального консультативного совета, состоявшего из представителей всех групп, участвовавших в конференции в Моши.

## После Амина
После свержения Иди Амина, произошедшего 11 апреля 1979 года, «Фронт» создал новое правительство во главе с Юсуфом Луле. «АНОУ» стала новой национальной армией.
Юсуф Луле недолго продержался на посту президента из-за разногласий с членами Национального консультативного совета. В июне 1979 года Луле был отстранен от должности. Это решение было одобрено, а может и подготовлено президентом Танзании Ньерере, чьи войска до сих пор контролировали Кампалу.
20 июня 1979 Национальный консультативный совет избрал Годфри Бинайсу президентом. Он продержался на посту дольше, чем Луле. Но его правление не смогло установить стабильность и преодолеть хаос. 12 мая 1980 Бинайса попытался отправить в отставку начальника генерального штаба армии. Однако этому воспротивидась военная комиссия фронта под руководством Пауло Муванга. Комиссия свергла Бинайсу, а Муванга на несколько дней стал главой страны. 22 мая создается Президентская комиссия, которая должна была выполнять функции президента. Главой комиссии стал сам Муванга.
Выборы были назначены на 10 декабря 1980 года. Решено было проводить выборы по партиям и не использовать «Фронт национального освобождения» в предвыборной гонке. Это показывало, что, кроме свержения Амина, у организаторов «Фронта» не было общих целей.
На выборах, по официальным результатам, победила партия «Народный конгресс Уганды» во главе с Милтоном Оботе. Многие бывшие соратники Оботе по «Фронту», посчитав выборы сфальсифицированными, начали вооруженную борьбу. Эта борьба вылилась в гражданскую войну или, как её еще называют, «Войну в кустах».
В 1985 году в армии произошел этнический конфликт между народностями ланги и ачоли. Конфликт привел к военному перевороту, в ходе которого власть перешла от Милтона Оботе к Базилио Олара-Окелло и его однофамильцу Тито Окелло. Новое правительство не справилось с задачей по установлению мира, и 25 января 1986 года «Армия национального освобождения Уганды» была разбита «Национальным движением сопротивления» во главе с Йовери Мусевени, экс-министром в правительстве «Фронта».